# SPDYC
SPDYC (англ. Speedy/RINGO cell cycle regulator family member C) – білок, який кодується однойменним геном, розташованим у людей на 11-й хромосомі. Довжина поліпептидного ланцюга білка становить 293 амінокислот, а молекулярна маса — 33 166.
| 10         |  | 20         |  | 30         |  | 40         |  | 50         |
| ---------- |  | ---------- |  | ---------- |  | ---------- |  | ---------- |
| MLWAIPELGS |  | PCPISISYEM |  | SDSQDPTTSP |  | VVTTQVELGG |  | CSRQGGGNGF |
| LRFRQHQEVQ |  | AFLSLLEDSF |  | VQEFLSKDPC |  | FQISDKYLLA |  | MVLVYFQRAH |
| LKLSEYTHSS |  | LFLALYLAND |  | MEEDLEGPKC |  | EIFPWALGKD |  | WCLRVGKFLH |
| QRDKLWARMG |  | FRAVVSRQCC |  | EEVMAKEPFH |  | WAWTRDRRPH |  | HGGVQRVCPQ |
| VPVRLPRGPG |  | LSPPHCSPCG |  | LPQHCSSHLL |  | KPVSSKCPSL |  | TSECHRPPSQ |
| NYLSRVKNAW |  | GGDFLIVLPP |  | QMQLEPGTYS |  | LRIFPKPPAR |  | PGH        |

A: Аланін

C: Цистеїн

D: Аспарагінова кислота

E: Глутамінова кислота

F: Фенілаланін

G: Гліцин

H: Гістидин

I: Ізолейцин

K: Лізин

L: Лейцин

M: Метіонін

N: Аспарагін

P: Пролін

Q: Глутамін

R: Аргінін

S: Серин

T: Треонін

V: Валін

W: Триптофан

Задіяний у такому біологічному процесі, як клітинний цикл. 
Локалізований у цитоплазмі.